# Plosca, Teleorman
Plosca este satul de reședință al comunei cu același nume din județul Teleorman, Muntenia, România.

## Personalități
- Liviu Vasilică (1950-2004), interpret de muzică populară